# Hooverville

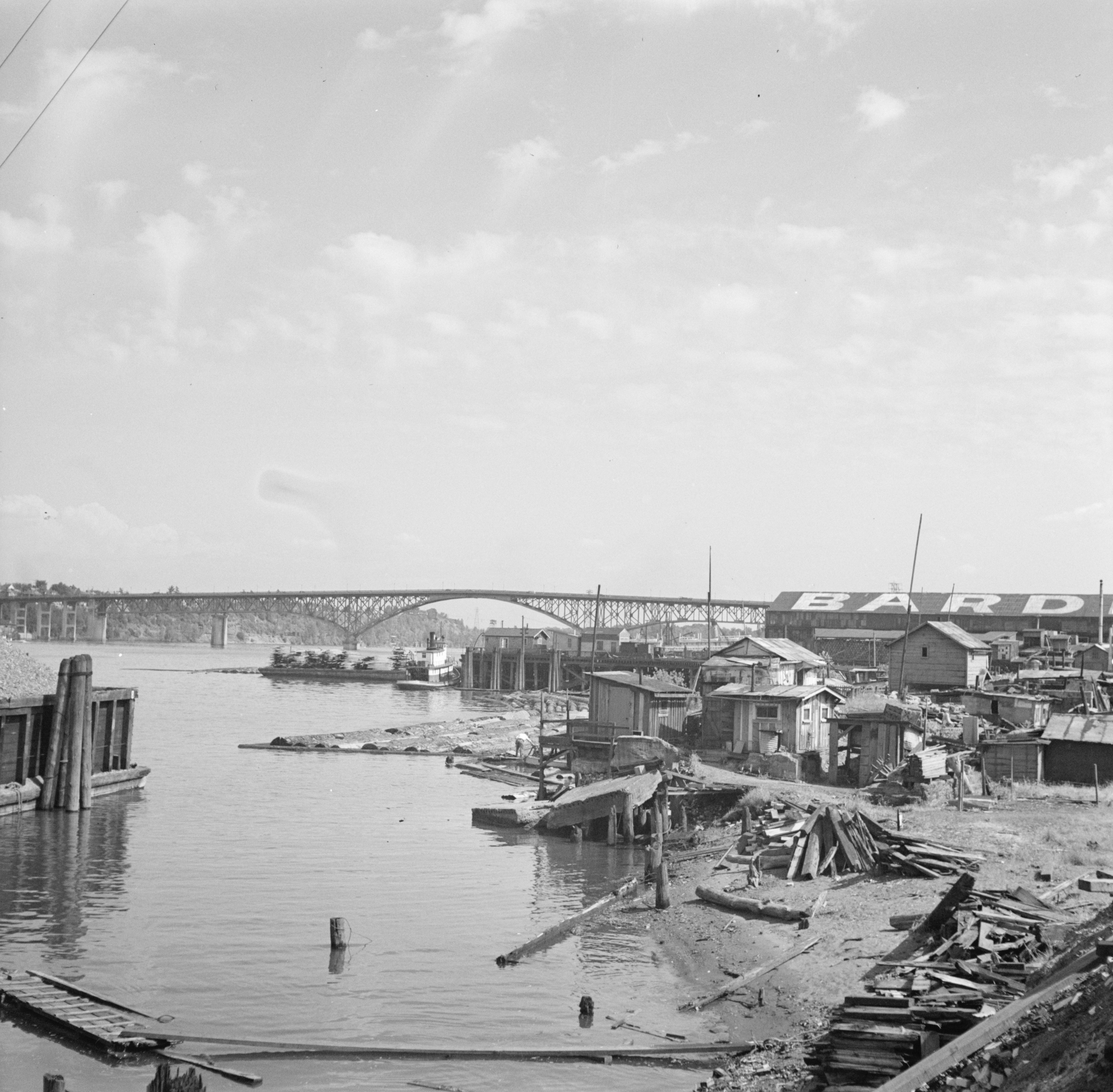
Hooverville in Portland (Oregon) (1936)

Hooverville ist in den Vereinigten Staaten ein umgangssprachlicher Name für Elendsviertel innerhalb von Siedlungen. Sie entstanden vorwiegend infolge der Weltwirtschaftskrise in den USA und sind nach dem damaligen Präsidenten Herbert C. Hoover benannt worden. In bereits heruntergekommenen Stadtvierteln hatten sich Obdachlose und andere Menschen ohne oder mit nicht ausreichendem Einkommen in Selbsthilfe Notunterkünfte aus Blech oder anderen billigen Materialien errichtet. Die Siedlungen wurden zeitweise von den Behörden geduldet, es kamen aber auch Räumungen vor, zum Beispiel um bestimmte Straßenbereiche für den Durchgang offen zu halten. Im Central Park in New York City existierte beispielsweise etwa von 1931 bis 1933 zwischen der 79. und 86. Straße eine derartige Armensiedlung in dem Bereich, in dem sich heute der Great Lawn and Turtle Pond befindet.